# Pandita Ramabai
Pandita Ramabai Medhavi, född 1858, död 1922, var en indisk feminist och författare. 
Ramabai bedrev kampanjer för att förbättra kvinnans status och var mest framgångsrik vad gäller kvinnornas inträde inom medicin och undervisning. Hon företog resor i USA och England, där hon höll föreläsningar om kvinnans ställning i Brittiska Indien och skrev böcker i samma ämne. År 1882 grundade hon änkehemmet Sharada Sadan.
En krater på Venus har fått sitt namn efter henne. 